# Joseba Elósegui Odriozola
Joseba Elósegui Odriozola (Sant Sebastià, 6 de desembre de 1915 - Sant Sebastià, 5 de novembre de 1990) fou un polític nacionalista basc.

## Trajectòria
Va cursar estudis de professorat mercantil a Sant Sebastià i de Belles Arts a París, on fou comerciant. Militant del Partit Nacionalista Basc, durant la guerra civil espanyola, va ser capità de gudaris a l'Eusko Gudarostea, encarregat de la defensa de Gernika, i fou comandant de l'exèrcit republicà a Catalunya. Condemnat a mort el 1937, va ser bescanviat el 1938. En acabar la guerra es va exiliar a França i va prendre part activa en la Resistència francesa contra l'ocupació alemanya.
En acabar la guerra col·laborà amb la resistència interior passant gent per la frontera d'Iparralde. El 1946 fou detingut per penjar una ikurriña a la catedral del Bon Pastor de Sant Sebastià. Un cop alliberat, va exiliar-se a Iparralde, d'on va tornar el 1964. El 18 de setembre de 1970 va protagonitzar un acte públic de protesta contra el règim franquista pel procés de Burgos, calant-se foc davant de Francisco Franco al crit de «Gora Euskadi askatuta!» («Visca Euskadi lliure!»), al frontó d'Anoeta de Sant Sebastià. La conseqüència principal de l'acció fou la provocació de ferides de gravetat a dos inspectors de policia mentre ell es debatia entre la vida i la mort. Per aquests fets, l'any 1972 fou condemnat a set anys de presó, però el 1975 fou indultat juntament amb els implicats en el cas Matesa.
L'any 1977 publicà el llibre Quiero morir por algo. En ell s'hi relata en primera persona el bombardeig de Guernica durant la Guerra civil espanyola per part de la Legió Còndor alemanya i l'Aviació Legionària italiana, que combatien a favor de les tropes insurrectes i la seva acció de llençar-se envoltat de flames contra Franco l'any 1970.
Fou escollit senador per Guipúscoa a les eleccions generals espanyoles de 1979, 1982 i 1986. El 6 de juny de 1984 va sostraure del Museu de l'Exèrcit de Madrid una ikurriña capturada a l'Eusko Gudarostea durant la guerra civil, fet pel qual fou acusat de furt. Com que aleshores estava a càrrec del mandat de senador, el jutge competent es veié obligat a sol·licitar el corresponent suplicatori al Senat espanyol, que fou denegat per resolució de la Comissió de Suplicatoris del Senat el 4 de setembre de 1985, motiu pel qual no pogué ser jutjat.
L'any 1986, quan esclatà la crisi al PNB amb la corresponent escissió, fou un dels que s'afilià a Eusko Alkartasuna. El 5 de novembre de 1990 morí d'una aturada cardíaca patida a la seva ciutat natal, quan tenia 74 anys.
L'agost de 2021 s'inaugurà un mirador amb el seu nom sobre el mur de Sant Bartolomeu, a Sant Sebastià, format per una plataforma de fusta sintètica i una mampara de vidre de 1,5 metres d'alçada com a tancament amb les corresponents marques per a evitar l'impacte d'aus. L'accés es pot realitzar a través de l'ascensor públic situat a l'edifici d'habitatges Easo 22 o a peu des d'Aldapeta, arribant fins a l'Hotel Catalonia Donosti. L'espai s'obrí al públic després de vuit mesos de treball i tingué un pressupost d'execució de 759.646 euros.